# NGC 2708
NGC 2708 (ook wel NGC 2727) is een spiraalvormig sterrenstelsel in het sterrenbeeld Waterslang. Het hemelobject werd op 6 januari 1785 ontdekt door de Duits-Britse astronoom William Herschel.

## Synoniemen
- NGC 2727
- MCG 0-23-15
- ZWG 5.34
- IRAS08535-0309
- PGC 25097